# Karang Serang
Karang Serang is een bestuurslaag in het regentschap Tangerang van de provincie Banten, Indonesië. Karang Serang telt 6847 inwoners (volkstelling 2010).